# 1424 az irodalomban
Az 1424. év az irodalomban.

## Születések
- 1424 – Cristoforo Landino itáliai, firenzei humanista, költő, író, filológus († 1498)
- 1424 – Tito Vespasiano Strozzi itáliai költő a reneszánsz idején, az Este hercegi család ferrarai udvarában († 1505)